# Enimarie Fernández
Enimarie Fernández (25 febbraio 1988) è una pallavolista portoricana.
Gioca nel ruolo di centrale nelle Criollas de Caguas.

## Carriera
La carriera professionistica di Enimarie Fernández inizia nella stagione 2009, quando debutta nella Liga de Voleibol Superior Femenino con la maglia delle Mets de Guaynabo, franchigia alla quale resta legata per tre annate.
Nel campionato 2012 passa alle Vaqueras de Bayamón, giocandovi per due stagioni; dopo il ritiro della squadra gioca prima nelle Valencianas de Juncos nella stagione 2014, per poi passare alle Criollas de Caguas nella stagione seguente, vincendo lo scudetto.

## Palmarès

### Club
- Campionato portoricano: 1

2015